# Birgerius microps
Birgerius microps (Simon, 1911) è un ragno appartenente alla famiglia Linyphiidae.
È l'unica specie nota del genere Birgerius.

## Distribuzione
La specie è stata rinvenuta in Francia e Spagna, prevalentemente nella zona dei Pirenei.

## Tassonomia
Per la determinazione delle caratteristiche della specie tipo sono tenute in considerazione le analisi sugli esemplari di Centromerus microps (Simon, 1911).
Dal 2008 non sono stati esaminati altri esemplari, né sono state descritte sottospecie al 2012.

### Specie trasferite del genere
- Birgerius triangulus Tao, Li & Zhu, 2005; trasferita al genere Holminaria Eskov, 1991[2].